# Dinara
De Dinara is een van de grotere bergen gelegen op de grens tussen Kroatië en Bosnië en Herzegovina. De Latijnse benaming is Adrian oros, de huidige naam komt waarschijnlijk van een Illyrische stam die op de oostkant van de berg woonde.

## Geografie en Geologie
De Dinara is deel én naamgever van de Dinarische Alpen, bestaande uit karst en kalksteen. De Dinara spreidt zich uit van de Derale bergpas (965 m) in het noordwesten tot de Privija bergpas (1230 m) die 20 km in het zuidoosten ligt, waar de berg de Kamešnica begint. De Dinara is 10 km breed. De hoogste punten zijn Troglav (1913 m) ("Driehoofd") en Dinara (1831 m). De Dinara heeft de vorm van een mensenhoofd (in steen) en is gelijk het hoogste punt van Kroatië.
Ondanks het feit dat de berg slechts enkele tientallen kilometers van de Adriatische Zee verwijderd is, heerst er geen mediterraan klimaat. In het gebergte heerst een veel kouder hooggebergteklimaat. Er zijn geen bewoonde plekken op de berg zelf en de enige menselijke activiteit wordt aangegeven door wat kleine hutjes voor schapenherders van de nabije valleien zoals die van bij de rivier de Cetina.
Een van de indrukwekkendste massieven is de zuidwestelijke helling. Deze is zes kilometer lang en meer dan 1700 meter hoog, en zorgt voor een indrukwekkende aanblik voor de reizigers die er vanuit het dal naar kijken. Er komen niet veel bergbeklimmers op het massief af, die gaan liever naar de 1.706 meter hoge Ošljak.

## Natuurpark
Rond de berg is een Natuurpark Dinara van bijna 63.000 hectare gecreëerd dat zich uitstrekt over delen van de Kroatische provincies Split-Dalmatië en Šibenik-Knin.
Bij de Dinara leven endemische diersoorten zoals een muis genaamd "Dinarski miš" (de "Dinarische muis"), Dolomys bogdanovi longipedis.